# C-162
La C-162 (Comarcal C-162) és una carretera de la Xarxa de Carreteres del Pirineu, situada a la comarca de la Cerdanya que comunica Riu de Cerdanya a la C-16, amb Queixans a la N-260.
Tot i ser una carretera de la Generalitat de Catalunya la seva gestió correspon a Túnels Barcelona-Cadí (Infravias + grup Abertis).
Correspon a un tram de la ruta europea E09 que creua una part de la Cerdanya, entre les poblacions de Fontanals de Cerdanya, on creua amb l'Eix Pirinenc i Riu de Cerdanya on es creua amb la C-16, a prop del Túnel del Cadí. Creua per municipis com Urús, Das, Alp i Escadarcs.
La longitud total de la carretera és de 10,7 quilòmetres.
| Ruta Europea E09                             | Ruta Europea E09         | Ruta Europea E09   | Ruta Europea E09            | Ruta Europea E09   | Ruta Europea E09         | Ruta Europea E09   | Ruta Europea E09   | Ruta Europea E09 | Ruta Europea E09 |
| -------------------------------------------- | ------------------------ | ------------------ | --------------------------- | ------------------ | ------------------------ | ------------------ | ------------------ | ---------------- | ---------------- |
| C-16                                         | C-162                    | N-260              | N-152                       |                    | N-20                     | A-66               | A-61               | A-20             | A-71             |
| Barcelona Berga (fi autovia) Riu de Cerdanya | Riu de Cerdanya Queixans | Queixans Puigcerdà | Puigcerdà La Guingueta d'Ix | Catalunya - França | La Guingueta d'Ix Pàmies | Pàmies Vièlhavinha | Vièlhavinha Tolosa | Tolosa Vierzon   | Vierzon Orleans  |

## Història

### Accident a la C-162[3]
El 25 d'octubre de 2016 una persona resultà ferida lleu com a conseqüència d'un accident de trànsit a Alp, al quilòmetre 5 (accessos del Túnel del Cadí). El cotxe que anava direcció a Das va sortir de la via per causes desconegudes.

## Recorregut[4]
| Tipus de Sortida | Direcció de la sortida              | Carretera que hi enllaça | Qm   |
| ---------------- | ----------------------------------- | ------------------------ | ---- |
| C-162            | Riu de Cerdanya                     | C-16                     | 0    |
|                  | Urús                                | GIV-4036                 | 2,8  |
|                  | Das                                 | Carrer Rec de la Bola    | 3,4  |
|                  | Masella                             | GI-404                   | 4,1  |
|                  | Alp                                 | GIV-4033                 | 5,3  |
|                  | Prats                               | GIV-4033b                | 5,7  |
|                  | La Molina                           | GIV-4082                 | 7,3  |
|                  | Escadarcs, Estoll                   | Carrer d'Estoll          | 7,8  |
|                  | El Vilar d'Urtx                     | GIV-4033                 | 7,8  |
|                  | Soriguerola, Talltorta              | Carretera Local          | 9,1  |
|                  | Urtx                                | GIV-4034                 | 9,1  |
|                  | Creuament a la N-260 i fi de la via | N-260                    | 10,7 |